# Чекашов, Анатолий Васильевич
Анатолий Васильевич Чекашов (1927—2014) — советский строитель, начальник управления по строительству объектов за рубежом Министерства промышленного строительства СССР. Заслуженный строитель РСФСР. Герой Социалистического Труда (1957).

## Биография
Родился 22 июля 1927 года в городе Балашов Нижне-Волжского края (с 1936 года — в Саратовской области) в семье железнодорожного рабочего.
С 1941 года в период начала Великой Отечественной войны учился в седьмом классе средней школы, после начала войны А. В. Чекашову приходилось и учиться, и одновременно работать вечерами на железной дороге. С 1944 года после окончания средней школы начал свою трудовую деятельность в должности дежурного по станции Южной железной дороги. 
С 1946 по 1951 год обучался на строительном факультете  Саратовского автодорожного института. В 1951 году А. В. Чекашов был направлен в кадры МВД СССР, где ему было присвоено воинское звание лейтенант. Он был прикомандирован к Министерство среднего машиностроения СССР, направлен в город Ангарск и назначен инженером, впоследствии работал заместителем начальника Первого Ангарского строительного района. В частности, А. В. Чекашов руководил внедрением крупнопанельного строительства домов в Ангарске, Усолье-Сибирском и на всей территории Восточной Сибири.
С 1973 года был назначен руководителем Иркутской строительной организации «Главвостоксибстрой» Министерства промышленного строительства СССР, под его руководством велось строительство и вводились в эксплуатацию такие крупные промышленные предприятия, как Усольский химфармкомбинат, Восточно-Сибирский завод огнеупоров, Хайтинский фарфоровый завод и Черемховский угольный разрез. С 1974 года А. В. Чекашов межправительственным решением Союза Советских Социалистических Республик и Монгольской народной республики был направлен в МНР, где был назначен руководителем строительства градообразующего Горно-обогатительного комбината «Эрдэнэт», строительством которого он руководил с 1974 по 1980 год. 
17 июля 1979 года Указом Президиума Верховного Совета СССР «за выдающиеся успехи, достигнутые в строительстве» Анатолий Васильевич Чекашов был удостоен звания Героя Социалистического Труда с вручением Ордена Ленина и золотой медали «Серп и Молот».
С 1980 по 1991 год А. В. Чекашов был начальником управления по строительству объектов за рубежом Министерства промышленного строительства СССР, с 1991 по 2009 год — генеральным директором ОАО «Зарубежстрой». 
Скончался 23 августа 2014 года в Москве.

## Награды
- Медаль «Серп и Молот» (17.07.1979)
- Орден Ленина (17.07.1979)

### Звание
- Заслуженный строитель РСФСР

## Память
- 23 декабря 2016 года на доме № 2 города Эрдэнэта, в котором с 1974 по 1980 годы жил заслуженный строитель РСФСР, Герой Социалистического Труда Чекашов Анатолий Васильевич, была установлена мемориальная доска[1].